# Paleu
Paleu (węg. Hegyközpályi) – wieś w Rumunii, w okręgu Bihor, w gminie Paleu. W 2011 roku liczyła 1242 mieszkańców.